# Диминська сільська рада
| Диминська сільська рада — колишній орган місцевого самоврядування у Новоукраїнському районі Кіровоградської області з адміністративним центром у с. Димине. Сільській раді були підпорядковані населені пункти: - с. Димине |

## Склад ради
Рада складалася з 12 депутатів та голови.

### Керівний склад ради
| ПІБ                        | Основні відомості                                                                                  | Дата обрання | Дата звільнення |
| -------------------------- | -------------------------------------------------------------------------------------------------- | ------------ | --------------- |
| Півень Євген Володимирович | Сільський голова, 1951 року народження, освіта, безпартійний                                       | 26.03.2006   | 31.10.2010      |
| Тютюн Василь Омельянович   | Сільський голова, 1952 року народження, освіта середня загальна, член Комуністичної партії України | 31.10.2010   |                 |

Примітка: таблиця складена за даними джерела

## Населення
Згідно з переписом УРСР 1989 року чисельність наявного населення сільської ради становила 775 осіб, з яких 340 чоловіків та 435 жінок.
За переписом населення України 2001 року в сільській раді мешкало 737 осіб.

### Мова
Розподіл населення за рідною мовою за даними перепису 2001 року:
| Мова       | Відсоток |
| ---------- | -------- |
| українська | 92,26 %  |
| російська  | 3,94 %   |
| молдовська | 3,13 %   |
| білоруська | 0,41 %   |
| болгарська | 0,14 %   |